# Diadegma rufigaster
Diadegma rufigaster är en stekelart som beskrevs av Horstmann 1973. Diadegma rufigaster ingår i släktet Diadegma och familjen brokparasitsteklar. Inga underarter finns listade i Catalogue of Life.